# Fałszywa subretka
Fałszywa subretka (fr. Le Fausse Suivante, ou le Fourbe puni) – komedia Pierre’a de Marivaux wystawiona w 1724.

## Data powstania utworu
Utwór został napisany w 1724 roku i miał swą premierę 8 lipca 1724 w l’Hôtel de Bourgogne. Został wystawiony przez aktorów Comédie-Italienne.

## Osoby
| Osoba       | Jej rola w dramacie  |
| ----------- | -------------------- |
| Księżniczka |                      |
| Lelio       |                      |
| Kawaler     |                      |
| Trywelin    | sługa Kawalera       |
| Arlekin     | sługa Lelia          |
| Frontyn     | drugi sługa Kawalera |

## Treść
Akcja sztuki rozgrywa się przed zamkiem księżniczki.

### Akt I
Trywelin, który nie z jednego pieca chleb jadał, a ostatnio był służącym u szacownego uczonego, spotyka swego dawnego znajomego, Frontyna. Jego pan, kawaler, wysyła go do Paryża i szuka na kilka dni zastępstwa. Frontyn nieopatrznie ujawnia, że jego pan, jest w istocie przebraną kobietą. Kawaler poleca Frontynowi, by udał się do jego siostry, która się niepokoi i opowiedział jej, że spotkała mężczyznę, z którą jej mąż chce ją ożenić, Lelia i udała się za nim na wieś w męskim przebraniu, żeby sprawdzić czy przypadnie jej do serca, że weszła z nim w przyjaźń, i że Lelio wzdycha tu do pewnej księżniczki. Frontyn przedstawia Kawalerowi swego przyjaciela, który dworuje sobie z nowego pana, a gdy ten, zirytowany, chce go odprawić, ujawnia, że wie, że jego niedoszły pan jest kobietą. Chcąc uniknąć skandalu kawaler przyjmuje go na służbę, wprowadza go jednak w błąd, twierdząc, że jest służącą, możnej pani z Paryża, która została tu wysłana, aby przeszkodzić małżeństwu Lelia z Księżniczką. Frontyn obiecuje sobie oficjalnie traktować kawalera jako swego pana, a na osobności zabiegać o miłość małej szelmy. Lelio proponuje kawalerowi zdobycie fortuny, chce, by zawrócił w głowie księżniczce i poślubił ją. Ma ona sześć tysięcy liwrów renty rocznie, a tymczasem dowiedział się o pewnej damie z Paryża, która chce go poślubić, a ma dwanaście tysięcy. Kawaler radzi mu, by powiedział księżniczce, że jej już nie kocha. Lelio pożyczył jednak pod zastaw wekslowy dziesięć tysięcy écu, na zakup ziemi, zakochani zawarli też między sobą umowę na przepadek ziemi na rzecz tego kto zostanie porzucony przez drugą stronę. Lelio sądzi, że księżniczka, zrezygnuje z pieniędzy, jeśli będzie mocno chciała poślubić kawalera i w ten sposób niczego nie straci. Zapewnia swego przyjaciela, że u boku żony z takim majątkiem jak księżniczka, można dobrze żyć nawet bez miłości, on też nie zamierza się kłopotać o to czy jego przyszła żona jest ładna i czy go będzie kochała. Kawaler nie jest pewny czy chce poślubić Lelia za cenę dwunastu tysięcy liwrów i żyć na pustyni. Kawaler zaatakowany przez księżniczkę, że chce pod fałszywym pozorem ich opuścić przyznaje, że pragnie tylko jej wzajemności, a bez niej wszystko jest mu torturą. Lelio sprowadza wiejskich śpiewaków, którzy śpiewają ludowe piosenki o miłości.

### Akt II
Trywelin postanawia wziąć sprawę w swoje ręce i wmówić w Lelia, że księżniczka już go nie kocha. Mimowolnie staje się świadkiem rozmowy księżniczki z Leliem, podczas której Lelio w bardzo przykry sposób odnosi się do niej, a ponadto życzy sobie, żeby unikała kawalera. Zirytowana księżniczka opuszcza go. Trywelin w zamian za obietnicę wynagrodzenia, zdradza Leliowi zmyśloną scenę miłosną między kawalerem a księżniczką. Ku jego zdumieniu Lelio jest zadowolony. Próbuje wypytać Arlekina czy jego pan z kawalerem są rzeczywiście tak wiernymi przyjaciółmi, a następnie próbuje go wtajemniczyć w istnienie pewnej bogatej damy, która obiecała mu sporo pieniędzy, lecz wycofuje się z tego pomysłu. Kawaler łaje Trywelina za opowiadanie niestworzonych historii Leliowi. Arlekin, który podsłuchuje koniec ich rozmowy, że to kawaler jest tą damą, o której mówił Trywelin i kawaler musi mu zapłacić za milczenie. Kawaler próbuje skłonić księżniczkę do złożenia mu miłosnego wyznania. Ona jednak nie potrafi się rozeznać w swoich uczuciach. Szturm kawalera wydaje się jej zbyt nagły. Nadchodzi Lelio i robi scenę zazdrości. Po odejściu księżniczki przyjaciele cieszą się wspólnie z rozwoju intrygi.

### Akt III
Od biadającego Arlekina Lelio dowiaduje się, że Trywelin nie podzielił się z nim pieniędzmi, które dał im kawaler. Z dziwnych półsłówek Arlekina Lelio domyśla się, że jego przyjaciel jest kobietą. Trywelin, badany przez niego, dość zręcznie się wykręca. Lelio atakuje więc samego kawalera, ten jednak tak dzielnie staje do pojedynku, że Lelio traci kontenans. Umawiają się więc na kontynuowanie intrygi, a kawaler bierze od Lelia dokument dotyczący przepadku. Arlekin zjawia się jednak po raz kolejny i choć nieskładnie przytacza całe zdarzenie, za które miał dostać pieniądze. Kawaler demaskuje się przed Leliem, oznajmia mu, że jest służącą swej pani, która chciała dowiedzieć się przed zawarciem ślubu, kim jest jej narzeczony. Rozpoznanie nie wypadło zbyt dobrze. Subretka zgadza się jednak za dwa tysiące écu wyprowadzić swoją panią w pole, a tymczasem proponuje zakończenie manewrów związanych z uzyskaniem przepadku. Po raz kolejny jako kawaler domaga się od księżniczki wyznania miłości. Księżniczka poddaje się i wyznaje niechlubne okoliczności jej  związku z Leliem związane z pożyczką, wekslem i przepadkiem. Nie chcąc stracić pieniędzy jest gotowa poślubić Lelia. Ostatecznie jednak postanawia usłuchać głosu serca. Kawaler każe jej pozornie przyjąć starania Lelia o jej rękę. Lelio udając zazdrość o kawalera, żąda od księżniczki opowiedzenia się po którejś stronie. Księżniczka zgadza się go poślubić. Lelio jest skonsternowany. Kawaler radzi mu odkryć karty. Lelio wyznaje księżniczce, że ją poślubi choć wcale jej nie kocha, udawał miłość ze względu na jej majątek. Księżniczka nie chce takiego męża. Lelio przypomina jej przepadek, kawaler drze jednak umowę na jego oczach. i wysyła go do jego wybranki z dwunastoma tysiącami renty, którą, do czego się końcu przyznaje, jest on sam. Księżniczka jest wstrząśnięta. Kawaler odpowiada, że ocalił jej majątek i nie oszczędził jej nauki, której jej płochość się domagała.

## Omówienie
Sytuacja wyjściowa komedii, w której kobieta przebrana za mężczyznę chce nawiązać relację z pewnym Leliem, którego chciałaby lepiej poznać, przywodzi na myśl przygody Aurory de Guzman przedstawione w Dianie Montemayora, a następnie wykorzystane w Zielonym Gilu przez Tirsa de Molinę. Podobieństwo dotyczy jednak tylko sytuacji wyjściowej. Młoda kobieta przebiera się w komedii Marivaux, nie po to, by wzbudzić miłość do siebie, ale aby zdemaskować adoratora, ponieważ jest prawie pewna, że ma do czynienia z intrygantem.
J. Janin napisał, że w tej sztuce żarty są swobodne i zabawne. Swoboda nie dotyczy zbyt wielu miejsc, natomiast zabawna jest cała komedia. Najciekawiej wypadają sceny pomiędzy młodą kobietą w przebraniu a księżniczką, i pomiędzy młodą niewiastą a Leliem. Spośród dwóch służących jeden jest przebiegły, a drugi głupkowaty, niemniej obydwaj zabawni. Pierwsza scena komedii zawiera słynną tyradę Trywelina, opowiadającego swoje losy, którą Beaumarchais wykorzystał pisząc rolę Figara. Jakkolwiek Figaro jest w sumie uczciwy, a Trywelin ma problemy ze sprawiedliwością, jednak idee, poruszenia, a nawet frazy użyte  przez obydwu bohaterów są identyczne. Trywelin jest przecież tylko spryciarzem i hultajem, podczas gdy Figaro jest już rewolucjonistą. Tknęli go filozofowie, zwłaszcza J. J. Rousseau. Trywelin należy do świata, którego zasady są określone. Służący nie może niczego osiągnąć, jak tylko poprzez chytrość, intrygę, matactwo i podłość. Figaro wie, że krzycząc odpowiednio głośno jest w stanie wywalczyć sobie miejsce w społeczeństwie. Trywelin wie natomiast, że jeśli będzie głośno krzyczał, nie trafi wprawdzie do Bastylii, bo to więzienie dla szlachty i literatów, ale do jakiejś obskurnej wieży, z której być może nigdy nie wyjdzie.